# Lanius vittatus
El alcaudón dorsicastaño (Lanius vittatus) es una especie de ave paseriforme perteneciente a la familia de los alcaudones (Laniidae). Se distribuye por Turkmenistán, Afganistán y Pakistán.

## Subespecies
Se conocen dos subespecies:
- Lanius vittatus nargianus
- Lanius vittatus vittatus